# Pablatnice (rod Megophrys)
Megophrys je žabí rod pablatnic čeledi pablatnicovitých (Megophryidae), který se vyskytuje na Filipínách a v Thajsku.

## Taxonomie
čeleď Megophryidae (Bonaparte, 1850) – Pablatnicovití
- rod Megophrys (Kuhl a Hasselt, 1822) – pablatnice
  - druh Megophrys kobayashii (Malkmus a Matsui, 1997) – Pablatnice bornejská
  - druh Megophrys ligayae (Taylor, 1920)
  - druh Megophrys montana (Kuhl a Hasselt, 1822)
  - druh Megophrys nasuta (Schlegel, 1858) – Pablatnice nosatá
  - druh Megophrys stejnegeri (Taylor, 1920)